# Leif Eriksson (fotbalista)
Leif Eriksson (* 20. března 1942, Köping) je bývalý švédský fotbalista, záložník.

## Fotbalová kariéra
Začínal v týmu Köpings IF. Ve švédské lize hrál za Djurgårdens IF a s týmem v letech 1964 a 1966 vyhrál švédskou ligu. Dále hrál ve švédské druhé lize za IK Sirius Fotboll, a ve švédské lize za Örebro SK. V letech 1971-1975 hrál ve francouzské lize za OGC Nice a v následující sezóně hrál francouzskou Ligue 2 za AS Cannes. Kariéru zakončil ve druhé švédské lize v týmu IK Sirius Fotboll. V Poháru mistrů evropských zemí nastoupil ve 2 utkáních, v Poháru UEFA nastoupil v 6 utkáních a dal 1 gól a ve Veletržním poháru nastoupil ve 2 utkáních. Za reprezentaci Švédska nastoupil v letech 1962–1972 ve 42 utkáních a dal 12 gólů. Byl členem švédské reprezentace na Mistrovství světa ve fotbale 1970, nastoupil ve 2 utkáních.

## Ligová bilance
| Ročník                 | Zápasy | Góly | Klub              |
| ---------------------- | ------ | ---- | ----------------- |
| 2. švédská liga 1959   | -      | -    | Köpings IF        |
| 1. švédská liga 1960   | 3      | 1    | Djurgårdens IF    |
| 2. švédská liga 1961   | -      | -    | Djurgårdens IF    |
| 1. švédská liga 1962   | 22     | 15   | Djurgårdens IF    |
| 1. švédská liga 1963   | 22     | 7    | Djurgårdens IF    |
| 1. švédská liga 1964   | 22     | 11   | Djurgårdens IF    |
| 1. švédská liga 1965   | 22     | 8    | Djurgårdens IF    |
| 1. švédská liga 1966   | 12     | 3    | Djurgårdens IF    |
| 2. švédská liga 1967   | –      | –    | IK Sirius Fotboll |
| 2. švédská liga 1968   | –      | –    | IK Sirius Fotboll |
| 1. švédská liga 1969   | 21     | 8    | Örebro SK         |
| 1. švédská liga 1970   | 22     | 7    | Örebro SK         |
| Ligue 1 1970/1971      | 16     | 3    | OGC Nice          |
| Ligue 1 1971/1972      | 38     | 13   | OGC Nice          |
| Ligue 1 1972/1973      | 35     | 8    | OGC Nice          |
| Ligue 1 1973/1974      | 36     | 9    | OGC Nice          |
| Ligue 1 1974/1975      | 28     | 10   | OGC Nice          |
| Ligue 2 1975/1976      | 33     | 9    | AS Cannes         |
| 2. švédská liga 1976   | –      | –    | IK Sirius Fotboll |
| 2. švédská liga 1977   | –      | –    | IK Sirius Fotboll |
| 2. švédská liga 1978   | –      | –    | IK Sirius Fotboll |
| CELKEM 1. švédská liga | 146    | 60   |                   |
| CELKEM Ligue 1         | 153    | 43   |                   |